# Erik Lönnroth
Erik Lönnroth, né le 1er août 1910 à Göteborg et mort le 10 mars 2002 dans cette même ville, est un historien suédois. Il est membre de l'Académie suédoise de 1962 à sa mort.

## Biographie
Erik Lönnroth est né à Göteborg le 1er août 1910. Il obtient un philosophiæ doctor en histoire à l'université de Göteborg en 1934, à l'âge de 24 ans. Sa thèse portait sur Thomas Simonsson, théologien suédois et évêque du diocèse de Strängnäs du XVe siècle.
Il fut professeur à l'université d'Uppsala entre 1942 et 1953 puis à l'université de Göteborg entre 1953 et 1977.

## Travaux
Les travaux de Lönnroth ont porté entre autres sur l'union de Kalmar, Lawrence d'Arabie, le roi Gustave III de Suède et le leader de la révolte de 1434 Engelbrekt Engelbrektsson.

## Distinctions
Lönnroth est devenu membre à vie de l'Académie suédoise, occupant le siège no 10 après la mort de Fredrik Böök. Après sa mort en 2002, Peter Englund lui a succédé.
En 1999, il a reçu un doctorat honorifique de l'université de Greifswald (Allemagne).

## Œuvres
- Sverige och Kalmarunionen: 1397–1457 (1934)
- Statsmakt och statsfinans i det medeltida Sverige (1940)
- En annan uppfattning: Essayer (1949)
- Lawrence of Arabia: An Historical Appreciation (1956)
- Statsmakt och statsfinans i det medeltida Sverige: Studier over skattevasen och lansforvaltning  (1984)
- Scandinavians: Selected historical essays (1977)
- Den stora rollen: Kung Gustaf III spelad av honom själv (1986)
- Tidens flykt: Stora historiska forandringar och manniskor som har levat i dem  (1998)